# Louis de Maugiron
Louis de Maugiron (* 1560; † 27. April 1578 in Paris) war einer der Mignons des französischen Königs Heinrich III. sowie eines der vier Opfer des Duells der Mignons am 27. April 1578. Mitunter erscheint er in alten Dokumenten auch als „Marquis de Saint-Saphorin“.

## Leben

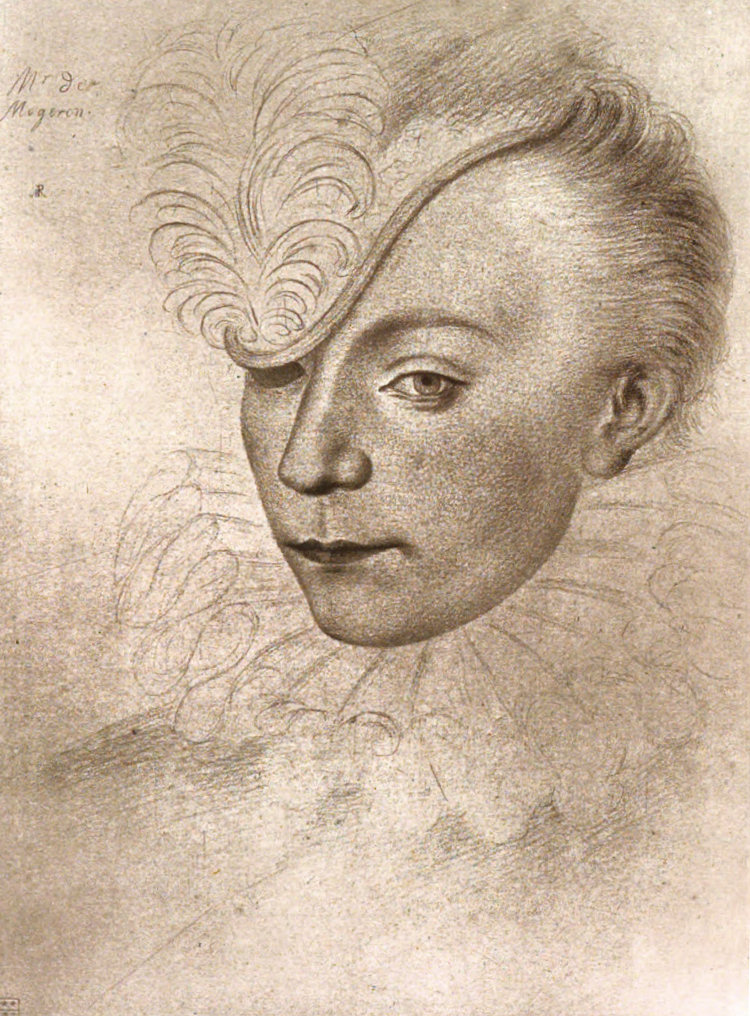
Zeitgenössisches Porträt Louis de Maugirons von einem unbekannten Künstler

Louis kam als ältester Sohn Laurent de Maugirons, comte de Montléans, Lieutenant général der Dauphiné und von Burgund, und seiner Frau Jeanne de Maugiron zur Welt. Seinen späteren Aufstieg am Königshof verdankte er zwei Aufenthalten Heinrichs III. und seiner Entourage im Haus seines Vaters in Vienne, in dem der König am 15. November 1574 und am 18. Januar des folgenden Jahres während seiner Kampagne gegen die rebellierenden Einwohner des Languedocs Station machte. Heinrichs Bruder François-Hercule wurde auf den gutaussehenden Jungen aufmerksam und ernannte ihn 1575 zu seinem Kammerherrn mit einem Sold von jährlich 800 Livres. Gutaussehend, tapfer und ambitioniert, stand Louis de Maugiron schon bald an der Spitze einer Gruppe junger Hofadliger, die wegen ihres ausschweifenden, luxuriösen und extravaganten Lebensstils am Hof von sich reden machte.
Louis begleitete seinen Dienstherrn auf dessen militärische Unternehmungen, so zum Beispiel bei der Belagerung von La Charité-sur-Loire vom 8. April bis 1. Mai 1577 und bei der Belagerung von Issoire, die vom 20. Mai bis 12. Juni des gleichen Jahres stattfand. Dort wurde er am 28. Mai durch einen Pfeil verwundet und verlor dabei ein Auge, was ihm den Beinamen „der tapfere Einäugige“ (französisch: „le brave borgne“) und die Gunst Heinrichs III. einbrachte. Dessen Angebot, das Amt im Haushalt seines Bruders niederzulegen und anstatt dessen in königliche Dienste zu treten, nahm Maugiron an. Als einer der Mignons des Königs war er fortan in die ständigen Querelen zwischen den Anhängern Heinrichs III. und denen seines jüngeren Bruders verwickelt. Aus diesen ergab sich ein belangloses Wortgefecht zwischen Charles de Balzac, Baron d’Entragues, und Heinrichs Mignon Jacques de Lévis, comte de Caylus, der sich über den Umgang Balzacs mit einer „Dame, die eher schön denn keusch“ war, lustig machte. Charles de Balzac forderte deshalb Jacques de Lévis am 26. April 1578 auf dem Hof des Louvre zu einem Duell heraus, das unter dem Namen „Duell der Mignons“ in die französische Geschichte einging. Louis wurde, obwohl eigentlich nur als Sekundant von Jacques de Lévis beteiligt, während dieses Duells im Alter von nur 18 Jahren getötet.
Der König betrauerte mit dem Tod Maugirons den Verlust einer seiner engsten Freunde und Vertrauten. Pierre de L’Estoile berichtete in seinem Registre-journal de Henri III, Heinrich III. habe ihm den Kopf rasieren lassen und seine blonden Haare als Andenken aufbewahrt. Der König ließ ihm ein prächtiges Grabmal aus schwarzem Marmor in der Pariser Kirche Saint-Paul errichten, nachdem er dort in der Nähe des Altars am 31. Mai 1578 beigesetzt worden war. Das Grab wurde aber am 2. Januar 1589 nach dem Mord an Henri I. de Lorraine, den Heinrich III. in Auftrag gegeben hatte, von aufgebrachten Anhängern des Hauses Guise zerstört.